# Médaille de la Défense civile
 (septembre 2014).
Si vous disposez d'ouvrages ou d'articles de référence ou si vous connaissez des sites web de qualité traitant du thème abordé ici, merci de compléter l'article en donnant les références utiles à sa vérifiabilité et en les liant à la section « Notes et références ».
La Médaille de la Défense civile (Civil Defence Medal) était une distinction britannique, créée en mars 1961 par la reine Élisabeth II. Elle récompensait les services rendus en tant que volontaire dans différentes organisations (lutte contre le feu, hôpital, armée, etc.).
Elle s'appliqua en 1965 aux défenses civiles de Gibraltar, Hong Kong, Malte, Îles Anglo-Normandes et de l'Île de Man.
Aucune Médaille de défense civile n'a été délivrée depuis 2007, et depuis 1992 au Royaume-uni.

## Description
La médaille est ovale, en cupronickel doré à l'effigie de la reine Élisabeth II, entouré par le texte en latin ELIZABETH II DEI GRATIA REGINA FID. DEF. (« La reine Élisabeth II récompense la fidélité pour la défense»).
Au revers, les initiales des trois corps principaux ("CD", "AFS" et "NHSR") sont gravés au-dessus d'une feuille de chêne. Une version différente existe en Irlande du Nord, avec "AFRS" et "HRS".
Une agrafe avec les mots LONG SERVICE est ajoutée tous les 12 ans de service. Le ruban est bleu foncé avec 3 rayures jaune, rouge et verte